# Estoy hecho un demonio
Estoy hecho un demonio es una película filmada en colores de Argentina dirigida por Hugo Moser según su propio guion inspirado en el tema musical homónimo de Francis Smith que se estrenó el 4 de mayo de 1972 y que tuvo como protagonistas a Francis Smith, Juan Carlos Dual, Ubaldo Martínez, Santiago Bal, Ricardo Dupont y Marilú Brajer.
Las instalaciones del Club Atlético Vélez Sarsfield fueron usadas para la película.

## Sinopsis
Un ídolo de la canción pasa a gerenciar la carrera de un provinciano que quiere triunfar en el fútbol.

## Reparto
- Francis Smith
- Juan Carlos Dual
- Ubaldo Martínez
- Santiago Bal
- Ricardo Dupont
- Marilú Brajer
- Cuny Vera
- Ricardo Méndez
- Jorge Barreiro
- Carlos Scazziota
- Ulises Dumont
- Gloria Gago
- Ricardo Lavié
- Osvaldo Terranova
- Hugo Caprera

## Comentarios
El Cronista Comercial dijo:

”Está hecha como todas.”

Manrupe y Portela escriben:

”La ópera prima de Moser, con cierto manejo del oficio pero con humor standard. El tema ya había sido explotado por Romero en El cañonero de Giles”